# Amatenango del Valle
Amatenango del Valle é um município do estado do Chiapas, no México. A população do município calculada no censo 2005 era de 8.506 habitantes.